# Stier (koning)
Stier is een van de koningen die regeerden tijdens de proto-dynastieke periode. Stier leefde omstreeks 3250 v. Chr. Zijn bestaan, zoals dat van sommige andere heersers uit deze periode, wordt sterk betwijfeld.

## Biografie
Stier is vooral gekend van ivoorsneden gevonden in de U-j tombe in Umm el-Qaab te Abydos en rotskervingen in de berg Gebel Tjauty. Het eerste bewijs van zijn bestaan werd door de egyptoloog Günter Dreyer gefundeerd met inkervingen op een beeld van de god Min, gevonden in de U-j tombe, die Dreyer interpreteerde als een opeenvolging van heersers. Dreyer vermoedde dat de goederen uit het graf bestemd waren voor Schorpioen I, en dat ze voortkwamen uit het domein van Stier, omdat Stier de laatst genoemde was.
Een volgende bevestiging van het bestaan van de heerser valt te vinden in een interpretatie van enkele in 2003 ontdekte rotstekeningen bij de berg Gebel Tjauty in de woestijn ten westen van Thebe. De tekeningen stellen een succesvolle veldtocht voor onder leiding van Schorpioen I tegen Stier. De slag was mogelijk een deel van de machtsconcentratie in het late prehistorische Egypte. Schorpioen I, die vanuit Thinis opereerde, veroverde het grondgebied van Stier, die vanuit Naqada regeerde. Aangezien zijn naam (het stierteken) nooit gepaard ging met een horusvalk of een gouden rozet, de twee pre-dynastieke tekens van een heerser, wordt sterk in twijfel getrokken of hij ooit koning was.